# Saint-Supplet
Saint-Supplet è un comune francese di 173 abitanti situato nel dipartimento della Meurthe e Mosella nella regione del Grand Est.

## Società

### Evoluzione demografica
Abitanti censiti